# Bauknecht-Author/Saison 2015
Dieser Artikel listet Erfolge und Fahrer des Radsportteams Bauknecht-Author in der Saison 2015 auf.

## Erfolge in der UCI Europe Tour
In der Saison 2015 gelangen dem Team nachstehende Erfolge in der UCI Europe Tour.
| Datum         | Rennen                                        | Kat. | Sieger          |
| ------------- | --------------------------------------------- | ---- | --------------- |
| 2. Mai        | Memorial Romana Sieminskiego                  | 1.2  | Alois Kaňkovský |
| 23. Mai       | Visegrád 4 Bicycle Race – Grand Prix Hungary  | 1.2  | Alois Kaňkovský |
| 24. Mai       | Visegrád 4 Bicycle Race – Grand Prix Slovakia | 1.2  | Alois Kaňkovský |
| 2. Juli       | 3. Etappe Course de la Solidarité Olympique   | 2.2  | Alois Kaňkovský |
| 8. August     | Memoriał Henryka Łasaka                       | 1.2  | Alois Kaňkovský |
| 11. September | 1. Etappe Hradec Králové–Wrocław              | 2.2  | Alois Kaňkovský |

## Abgänge – Zugänge
| Zugänge         | Team 2014        | Abgänge                  | Team 2015             |
| --------------- | ---------------- | ------------------------ | --------------------- |
| Alois Kaňkovský | Team Dukla Praha | Przemysław Kasperkiewicz | AWT greenway          |
| Pavel Camrda    | Neoprofi         | Jan Svorada              | Bohemia Cycling Track |
| Jan Kovář       | Neoprofi         | Tomáš Zechmeister        | Bohemia Cycling Track |
|                 |                  | Jan Kadúch               | Unbekannt             |

## Mannschaft
| Name            | Geburtstag         | Nationalität |
| --------------- | ------------------ | ------------ |
| Tomáš Bucháček  | 7. März 1978       | Tschechien   |
| Pavel Camrda    | 24. September 1996 | Tschechien   |
| Paweł Cieślik   | 12. April 1986     | Polen        |
| David Dvorský   | 11. Juni 1992      | Tschechien   |
| Josef Hošek     | 23. Dezember 1991  | Tschechien   |
| Martin Hunal    | 8. September 1989  | Tschechien   |
| Tomáš Kalojiros | 3. August 1994     | Tschechien   |
| Alois Kaňkovský | 19. Juli 1983      | Tschechien   |
| Jan Kovář       | 6. Juni 1996       | Tschechien   |
| Jiří Polnický   | 16. Dezember 1989  | Tschechien   |